# Thaumetopoea lustrata
Thaumetopoea lustrata är en fjärilsart som beskrevs av Turati. Thaumetopoea lustrata ingår i släktet Thaumetopoea och familjen tandspinnare. Inga underarter finns listade i Catalogue of Life.